# Вулиця Колесси (Львів)
Вулиця Коле́сси — вулиця у Галицькому районі, в місцевості Цитадель. Сполучає вулиці Коперника та Грабовського. Прилучається вулиця Карла Звіринського.

## Історія
На початку XIX століття вулиця отримала назву Убогих, бо прилягала до Міського інституту убогих християн міста Львова, придатних до праці (пізніше — притулок для самотніх літніх людей фундації святого Лазаря). Від 1871 року — вулицю Вроновських, на згадку про львівську шляхетську родину, чий маєток стояв на схилі гори Шембека протягом 1791—1850 років. Під час німецької окупації, від листопада 1941 року до липня 1944 року — Мондштрассе. У 1944 році була повернена довоєнна назва Вроновських, але вже у 1950 році перейменовано на вулицю Вчительську, через близьке розташування вулиці до міського Будинку вчителя. Сучасна назва вулиця Колесси походить з 1971 року, на пошану українського етнографа, фольклориста, композитора, музикознавця Філарета Колесси. Філарет Колесса з дружиною Марією Яновською та сином Миколою на початку XX століття деякий час мешкав в одному з будинків на тодішній вулиці Вроновських.

## Забудова
У забудові вулиці Філарета Колесси переважають архітектурні стилі — класицизм та конструктивізм 1930–1960-х років. 

### Непарного боку вулиці
№ 3 — триповерхова кам'яниця, зведена 1890 року у стилі історизму гірничим інженером Крайового виділу у Львові, професором гірництва, ректором Вищої політехнічної школи у Львові, учасником антиросійського повстання 1863 року Леоном Сирочинським для власних потреб. На початку XX століття в будинку мешкали: біолог, дослідник карпатської флори Євстахій Волощак, художник Александер Августинович. У 1935 році власником будинку були Валіцька Зоф'я та спілка.
№ 9, 11, 13, 15 — на цьому місці ще у 1767 році збудований палацик новогрудської чесникової Маріанни Вільчинської та Ігнація Кошутського. Ці власники продали палац Ігнацієві Чосновському, а від Чосновського палацик набув Петро Забельський. 1791 року Забельський продав його та навколишні землі, раднику львівського шляхетського суду Станіславові з Вронова графу Топур Старжу Вроновському. Вроновський перебудував палац, оздобивши його в стилі класицизму. Розширив прилеглий сад, який прикрасили статуї персонажів античної міфології. В його новому маєтку, в салонах палацу у 1804—1807 роках знайшов притулок львівський польський театр. Вроновський безкоштовно надавав власні приміщення для аматорських театральних вистав. У 1806 році, граф Станіслав Вроновський передав свій маєток, як придане своїй доньці, Юзефі, графині Гумецькій, а сам покинув садибу та мешкав у місті. Вроновський помер 1829 року у віці 106 років. Відтоді горою Шембека зацікавилася військова адміністрація. Австрійський уряд планував підперезати Львів фортифікаціями, які мали розпочатися саме з гір Калічої та Шембека. За наполяганням тодішнього генерал-губернатора Галичини архікнязя Фердинанда д'Есте, графиня Гумецька вирішила відступити частину маєтностей військовій скарбниці, а саме сад (простягався до сучасної вул. Вітовського) та деякі ділянки на горі Шембека, яка до того слугувала місцем відпочинку для львів'ян. Рішення графині не було добровільним, оскільки на неї тривалий час чинився тиск, крім того вона мала нащадків та й жодних коштів за ґрунти графині не було заплачено. Гумецька померла у 1872 році, а колишню резиденцію Вроновських розібрали у 1895 році та на її місці збудували ряд триповерхових чиншових кам'яниць, що збереглися донині.
На початку XX століття в будинку під № 9 мешкав польський письменник, представник жанру жахів у польській літературі першої половини XX століття Стефан Грабінський, під № 13 у червні 1923 року на квартирі діяча КПСГ Каміля відбулася 2-га конференція КПЗУ, роботу якої, за радянських часів, було увічнено меморіальною таблицею, яку було встановлено на фасаді цього будинку, а на початку 1990-х років таблицю було демонтовано. В кам'яниці під № 15 мешкав професор цивільного права Львівського університету, депутат віденського Райхсрату і Української національної ради та автор проєкту Конституції ЗУНР Станіслав Дністрянський.
№ 17 — на початку XX століття тут була споруджена триповерхова чиншова кам'яниця, власником якої був відомий львівський адвокат, учасник визвольних змагань, доктор Семен Шевчук, який захищав у політичних процесах членів ОУН. Ймовірно під час другої світової війни будинок був зруйнований. На його місці наприкінці 1960-х років споруджено шестиповерховий житловий будинок.

### З парного боку вулиці
№ 2, 4 — територія, де нині розташовано корпуси №№ 23, 23-а та 23-б Національного університету «Львівська політехніка» — між сучасними вулицями Колесси, Коперника, Стефаника та Скорика, згадується з 1577 року під назвою Каліча Гора, оскільки там знаходили собі притулок каліки та безхатченки. Формування комплексу будівель костелу та шпиталю святого Лазаря розпочалося 1619 року. У 1811 році створено інститут убогих християн міста Львова, придатних до праці. До 1939 року — притулок для самотніх літніх людей фундації святого Лазаря, у повоєнний час — міська туберкульозна лікарня. 1952 року будівлю, де містилася міська туберкульозна лікарня, передали Львівському політехнічному інституту під студентський гуртожиток. За даними 1954 року, в ньому мешкало 335 студентів. 1960 року сюди з головного корпусу перевели НДС-4 (вимірювальні прилади), а 1972 року було розміщено бухгалтерію, їдальню та кафедру іноземних мов dbie. Нині тут розташовані корпуси Національного університету «Львівська політехніка», зокрема видавництво вишу. У 2010 році на подвір'ї встановлено фігуру Діви Марії, на постаменті якої викарбувано молитву до Богородиці. У 2017 році проведено капітальний ремонт корпусу «Львівської політехніки», що протягнувся вздовж дороги на вулиці Коперника. У триповерховому будинку розмістилися бізнес-інноваційний центр, коворкінг,  26 жовтня 2017 року тут відбулося відкриття «Tech StartUp School» — стартап-школи від «Львівської політехніки».
№ 6, 6а — триповерхові кам'яниці зведені на початку XX століття. У 1935 році власником будинку під № 6 був Мар'ян Бендель, будинків під № 6а та неіснуючого під № 6б — Гелена Раппапорт та спілка.
У березні 2024 року Львівська міська рада підготувала та оприлюднила проєкт ухвали, якою пропонують надати дозвіл на розроблення детального плану території у районі вулиць Філарета Колесси, Павла Грабовського та Миколая Коперника з метою подальшого будівництва багатоповерхового житлового комплексу. Проєкт будівництва багатоповерхового житлового комплексу, ймовірно на місці неіснуючого будинку під № 6б, передбачає, що акціонерне товариство «Укртелеком» візьме на себе відповідальність за планування та фінансування. Під час підготовки містобудівної документації, «Укртелеком» має аналізувати існуючу забудову навколишньої місцевості та розробляти план з урахуванням заходів щодо забезпечення екологічних, санітарних, пожежних стандартів та нормативів, а також вимог щодо усунення наслідків аварій. Після завершення розробки детального плану має бути організовано громадське обговорення для залучення думок та інтересів громадськості.
№ 8 — триповерхова кам'яниця зведена на початку XX століття. У 1935 році власником будинку був Юзеф Бялікевич, також йому належало ще декілька земельних ділянок на тодішній вулиці Вроновських.
На місці дитячого майданчика до початку другої світової війни стояла кам'яниця під № 10. В ній під час першої світової війни мешкав відомий польський політичний та військовий діяч Едвард Ридз-Сміглий. У 1935 році власником будинку були Етті Геллер та спілка.
№ 12, 14 — три- та чотириповерхові чиншові кам'яниці, збудовані у 1909 році будівничим Михайлом Маковичем у стилі пізньої сецесії для власних потреб. На фасаді будинку № 14 з лівого боку розміщений гербовий щит з професійними емблемами Михайла Маковича, увінчаний рушницями та когутом. На порталах брам цих кам'яниць встановлені рельєфні зображення голів барана (№ 12) та дівчини (№ 14). У 1935 році власником будинку під № 12 був Томаш Малецький, а під № 14 — Владислав та Людмила Маковичі.
На розі нинішніх вулиць Філарета Колесси та Карла Звіринського, до війни стояло декілька невеликих садибних будиночків (давня адреса — вул. Вроновських, 18—24), які належали митрополитові Андрею Шептицькому, Греко-католицькій Митрополії, а також монастирю Успенської Унівської лаври Студійського уставу. В цих будиночках у міжвоєнний період мешкали декілька відомих людей — український хоровий диригент, піаніст, співак Іван Охримович, український композитор, піаніст та музичний критик Нестор Нижанківський, українська акторка та співачка Софія Стадникова, український галицький актор, режисер, перекладач, театральний діяч Йосип Стадник, українська опереткова та драматична акторка Стефанія Стадниківна. У 1968 році на цьому місці за проєктом архітектора Олега Радомського зведений житловий дев'ятиповерховий будинок, який має № 15 та приписаний до вулиці Карла Звіринського.
Завершують вулицю Філарета Колесси два будинки під № 28, 30, споруджені у стилі функціоналізму у другій половині 1930-х років.